# Немања Милић
Немања Милић (Сомбор, 25. мај 1990) је српски фудбалер. Игра на позицији нападача.

## Каријера
Милић је фудбалом почео да се бави у родном Сомбору, у ФК Спектар. Каријеру је наставио у ОФК Београду, где је за први тим дебитовао још у завршници 2006/07. сезоне, али је већу минутажу почео да добија од такмичарске 2008/09. Након ОФК Београда, Милић је три и по сезоне играо за Спартак из Суботице, да би у јануару 2017. потписао за Црвену звезду.
Провео је непуне две године у Црвеној звезди (други део 2016/17, комплетну 2017/18. и први део 2018/19. сезоне). Учествовао је у освајању Суперлиге Србије у сезони 2017/18. Исте године са Звездом је играо у групној фази Лиге Европе, док је у наредној сезони са клубом изборио пласман у групну фазу Лиге шампиона, али у истој није наступао пошто се одлуком тренера Милојевића није нашао на списку 29 лиценцираних играча за ово такмичење.
Крајем 2018. године је потписао уговор са белоруском екипом БАТЕ Борисов. У овом клубу је био наредне четири године и током тог периода је освојио два белоруска Купа и један Суперкуп. У децембру 2022. се вратио у српски фудбал потписао за суперлигаша Младост из Новог Сада.
Пред почетак сезоне 2023/24. приступио је ФК Алекса Шантић из истоименог места, који наступа у МФЛ Сомбор 1.разред (6.степен такмичења).

## Трофеји
Црвена звезда
- Суперлига Србије: 2017/18.

БАТЕ Борисов
- Куп Белорусије: 2019/20, 2020/21.
- Суперкуп Белорусије: 2022.